# Home Nations Championship 1886
L'Home Nations Championship 1886 (in gallese Pencampwriaeth Rygbi'r Pedair Gwlad 1886) fu la 4ª edizione del torneo annuale di rugby tra le squadre nazionali di Galles, Inghilterra, Irlanda e Scozia.
Per la prima volta nella storia della competizione il titolo fu assegnato condiviso; a guadagnare la prima piazza in tandem furono l'Inghilterra e la Scozia che si incontrarono a Edimburgo nel loro rispettivo ultimo impegno con due vittorie ciascuna alle spalle; l'incontro terminò 0-0 e le due squadre terminarono appaiate.
Per gli inglesi si trattò del terzo titolo in quattro edizioni, per gli scozzesi il loro primo.
Il valore delle marcature, come stabilito dalla RFU nel 1875, era 1 punto per ogni drop o per ogni calcio piazzato tra i pali a seguito di una meta, che di per sé non dava punti; solo in caso di parità di punti realizzati la discriminante sarebbe stata quella del numero di mete marcate. Nel tabellino degli incontri, laddove sia presente, il numero tra parentesi rappresenta, in caso di parità, il numero di mete segnate da ciascuna squadra.
Fu l'ultima edizione in cui le regole furono quelle della Rugby Football Union; pochi mesi più tardi tre delle quattro federazioni britanniche (Galles, Irlanda e Scozia) diedero vita all'International Rugby Football Union con l'intento di promulgare un regolamento unificato della disciplina.

## Nazionali partecipanti e sedi
| Squadra     | Città     | Impianto interno |
| ----------- | --------- | ---------------- |
| Galles      | Cardiff   | Arms Park        |
| Inghilterra | Londra    | Rectory Field    |
| Irlanda     | Dublino   | Lansdowne Road   |
| Scozia      | Edimburgo | Raeburn Place    |

## Risultati
| Arbitro: | Frank Moore |

|          |      |         |
|          | mt   | Staddan |
|          | tr   | Taylor  |
| Stoddart | mark |         |

| Arbitro: | Frank Moore |

|  |    |                      |
|  | mt | Clay Tod B. Wauchope |
|  | tr | MacLeod (2)          |

| Arbitro: | Richard Mullock |

|  |    |           |
|  | mt | Wilkinson |

| Arbitro: | Rowland Hill |

|                                       |      |  |
| McFarlan Morrison (2) B. Wauchope (2) | mt   |  |
| McFarlan (3)                          | tr   |  |
| Grant-Asher                           | drop |  |

| Edimburgo 13 marzo 1886 | Scozia       | 0 – 0 referto | Inghilterra | Raeburn Place\| Arbitro: \| Herbert Cork \| |
| Arbitro:                | Herbert Cork |               |             |                                             |

## Classifica
| Pos | Squadra     | G | V | N | P | PF | PS | DP | Pt |
| --- | ----------- | - | - | - | - | -- | -- | -- | -- |
| 1   | Scozia      | 3 | 2 | 1 | 0 | 6  | 0  | +6 | 5  |
| 2   | Inghilterra | 3 | 2 | 1 | 0 | 1  | 1  | 0  | 5  |
| 3   | Galles      | 2 | 0 | 0 | 2 | 1  | 3  | −2 | 0  |
| 4   | Irlanda     | 2 | 0 | 0 | 2 | 0  | 4  | −4 | 0  |